# Нарбекова Людмила Миколаївна
Людмила Миколаївна Колчанова-Нарбекова, до шлюбу Козлова (нар. 7 квітня 1964, Саранськ) — російська художниця, графікеса, дизайнерка, сценографка, педагогиня, директор Мордовського республіканського музею образотворчих мистецтв ім. С. Д. Ерьзя.

## Біографія
Людмила Нарбекова народилася 7 квітня 1964 року в місті Саранську, Республіка Мордовія. Є наймолодшою з трьох сестер. У ранньому дитинстві разом з однокласницею самі записалися в художню школу. Батьки, абсолютно не пов'язані з мистецтвом, не стали противитися її творчим захопленням. Тим більше, з загальноосвітніми предметами Людмила успішно справлялася і встигала займатися активною громадською діяльністю. До її обов'язків входив випуск шкільних стінгазет. Старшій сестрі, яка навчалася на медичному факультеті, допомагала готувати анатомічні малюнки та просвітницькі санбюлетені.
У 1983 році закінчила Саранське художнє училище.
У 1988 — закінчила Ленінградське вище художньо-промислове училище імені В. І. Мухіної.
З 1985 року бере участь у численних виставках в Росії, Фінляндії, Франції, Німеччини та Італії.
У 1997 році вступає в Союз художників Росії.
З 2004 року — директор Мордовського республіканського музею образотворчих мистецтв імені С. Д. Ерьзя.

## Творчість
Людмила Нарбекова працює в стилі етнофутуризму, заснованому на корінних традиціях фіно-угорських народів.
У своїх творах надихається звичаями і традиціями предків, самобутністю національною культурою мордовського народу.
Людмила Миколаївна — модельєрка. Вона створила авторські колекції «Валдо Він» («Світлий сон»), «Мордовські амазонки», «Нитки часу», «Поклик предків», «Караван історії», «Древние письмена», «Мордовська мозаїка», «Червона квітка».

## Виставки
- 2000 — Міжнародний фестиваль мистецтв «Арт-Манеж» (Москва)[5]
- 2000 — Групова виставка. Виставковий зал «Творчість» на Таганці (Москва)[6]
- 2001 — Другий Міжнародний фестиваль євроазійського мистецтва (Магдебург, Німеччина)
- 2001 — Міжнародний фестиваль мистецтв «Арт-Манеж» (Москва)
- 2001 — Виставка російських художників «Закордон». Галерея «Солянка» (Москва)[7]
- 2001 — Виставка московських художників «Осінні зустрічі». ЦБХ (Москва)
- 2001 — Виставка «Міжнародний Різдвяний Арт-Салон». ЦБХ (Москва)
- 2002 — Сценографія і костюми до вистави «Зойчина квартира» М. Булгакова. Мордовський республіканський театр російської драми (Саранськ)
- 2002 — Міжнародний фестиваль мистецтв «Арт-Манеж» (Москва)
- 2002 — «Весняний Арт-Салон». ЦБХ (Москва)
- 2003 — Виставка «Арт-Манеж» (Москва)
- 2003 — «Зимовий Арт-Салон». ЦБХ (Москва)
- 2003 — Сценографія і костюми до вистави «Дон Стефано» А. Пудина. Мордовський республіканський театр російської драми (Саранськ)
- 2004 — «Весняний Арт-Салон». ЦБХ (Москва)
- 2004 — Республіканська виставка етнофутуризму «Етно: паралельні світи» в рамках проекту «Етно + ETNO = традиція + новаторство» (Саранськ)
- 2005 — Республіканська виставка, присвячена 75-річчю Мордовії «Мистецтво Мордовії» (Саранськ)
- 2006 — Етнофутуристична виставка-фестиваль «Вербась паньжи» (Саранськ)
- 2006 — Виставка арт-групи «Артома» в ЦДХ, зал № 14 (Москва)
- 2011 — Всеросійська виставка «Велика Волга — мистецтво республік Поволжя» (Саранськ)[8]
- 2011 — «Образотворче мистецтво Мордовії». В рамках святкування 1000-річчя єднання мордовського народу з народами Російської держави. Художня виставка в ЦДХ (Москва)
- 2011 — Персональна виставка «Прозорість атмосфери» (Відень, Австрія), (Будапешт, Угорщина)
- 2014 — Персональна виставка (Любляна, Словенія)
- 2014 — Персональна виставка (Будапешт, Угорщина)
- 2017 — Персональна виставка «Людмила Колчанова-Нарбекова. Живопис» (Баево)
- 2017 — «Образотворче мистецтво Мордовії. До 80-річчя Спілки художників Мордовії». МОСХ (Москва)
- 2017 — «Союзу художників Республіки Мордовії — 80 років». Ювілейна виставка творів митців Мордовії (Саранськ)
- 2018 — Виставка-ярмарок ArtCapital. Великий палац витончених мистецтв (Париж, Франція)[9]

## Нагороди та премії
- 2002 — Заслужений працівник культури Республіки Мордовія.
- 2002 — Лауреатка премії Глави Республіки Мордовія.
- 2007 — Лауреатка Державної премії Республіки Мордовія.
- 2010 — Золотий нагрудний знак СХР.[10]
- 2014 — Почесний член-кореспондент Російської академії мистецтв.[11].